# مدن (میسیسیپی)
مدن (به انگلیسی: Madden) یک منطقهٔ مسکونی در ایالات متحده آمریکا است که در شهرستان لیک، میسیسیپی واقع شده‌است. مدن ۱۳۵٫۰۳ متر بالاتر از سطح دریا واقع شده‌است.